# Saint-Thomas (Alta Garonna)
Saint-Thomas è un comune francese di 574 abitanti situato nel dipartimento dell'Alta Garonna nella regione dell'Occitania.

## Società

### Evoluzione demografica
Abitanti censiti